# Heilig Hartbeeld (Hilversum)
Het Heilig Hartbeeld is een standbeeld in de Nederlandse plaats Hilversum, in de provincie Noord-Holland.

## Achtergrond
In 1928 ontwierp architect Hendrik Willem Valk de in schoon metselwerk opgetrokken Heilig Hartkerk voor Hilversum. De Vlaamse beeldhouwer Jozef Cantré, die op dat moment in Nederland werkte, maakte voor de kerk een Heilig Hartbeeld, dat aan de buitenzijde van de kooromgang werd geplaatst.

## Beschrijving
Het beeld, een grote plaquette in reliëf, toont een staande Christusfiguur.
Achter zijn hoofd draagt hij een kruisnimbus, op zijn borst is het Heilig Hart zichtbaar, ondersteund door zijn rechterhand.